# Xian de Wen'an
Le xian de Wen'an (文安县 ; pinyin : Wén'ān Xiàn) est un district administratif de la province du Hebei en Chine. Il est placé sous la juridiction de la ville-préfecture de Langfang.

## Démographie
La population du district était de 444 850 habitants en 1999.

## Personnalités
- Dong Haichuan, créateur du Ba Gua Zhang.